# Курганье (Жлобинский район)
Курганье (бел. Курганне) — деревня в Краснобережском сельсовете Жлобинского района Гомельской области Белоруссии.

## География

### Расположение
В 12 км на запад от Жлобина, 2 км от железнодорожной платформы Казимирово (на линии Бобруйск — Жлобин), 105 км от Гомеля.

## Гидрография
На реке Добосна (приток реки Днепр).

## Транспортная сеть
Транспортные связи по просёлочной, а затем автомобильной дороге Бобруйск — Гомель. Планировка хаотичная вдоль просёлочной дороги. Жилые дома деревянные, усадебного типа.

## История
Обнаруженные археологами курганные могильники (55 насыпей, 1-я-2-я трети XII века; 35 насыпей, XI—XII веков; 3 насыпи, на южной окраине деревни, вдоль реки) свидетельствуют о заселении этих мест с давних времён. Современная деревня Основана в начале 1920-х годов переселенцами из соседних деревень. В 1931 году жители вступили в колхоз. 14 жителей погибли на фронтах Великой Отечественной войны. В 1962 году к деревне присоединён посёлок Новый Александров, хутора Приречье, Рассвет и в 1966 году хутор Кадище. В составе совхоза «Краснобережский» (центр — деревня Красный Берег).

## Население

### Численность
- 2004 год — 16 хозяйств, 26 жителей.

### Динамика
- 2004 год — 16 хозяйств, 26 жителей.